# Подъездной путь

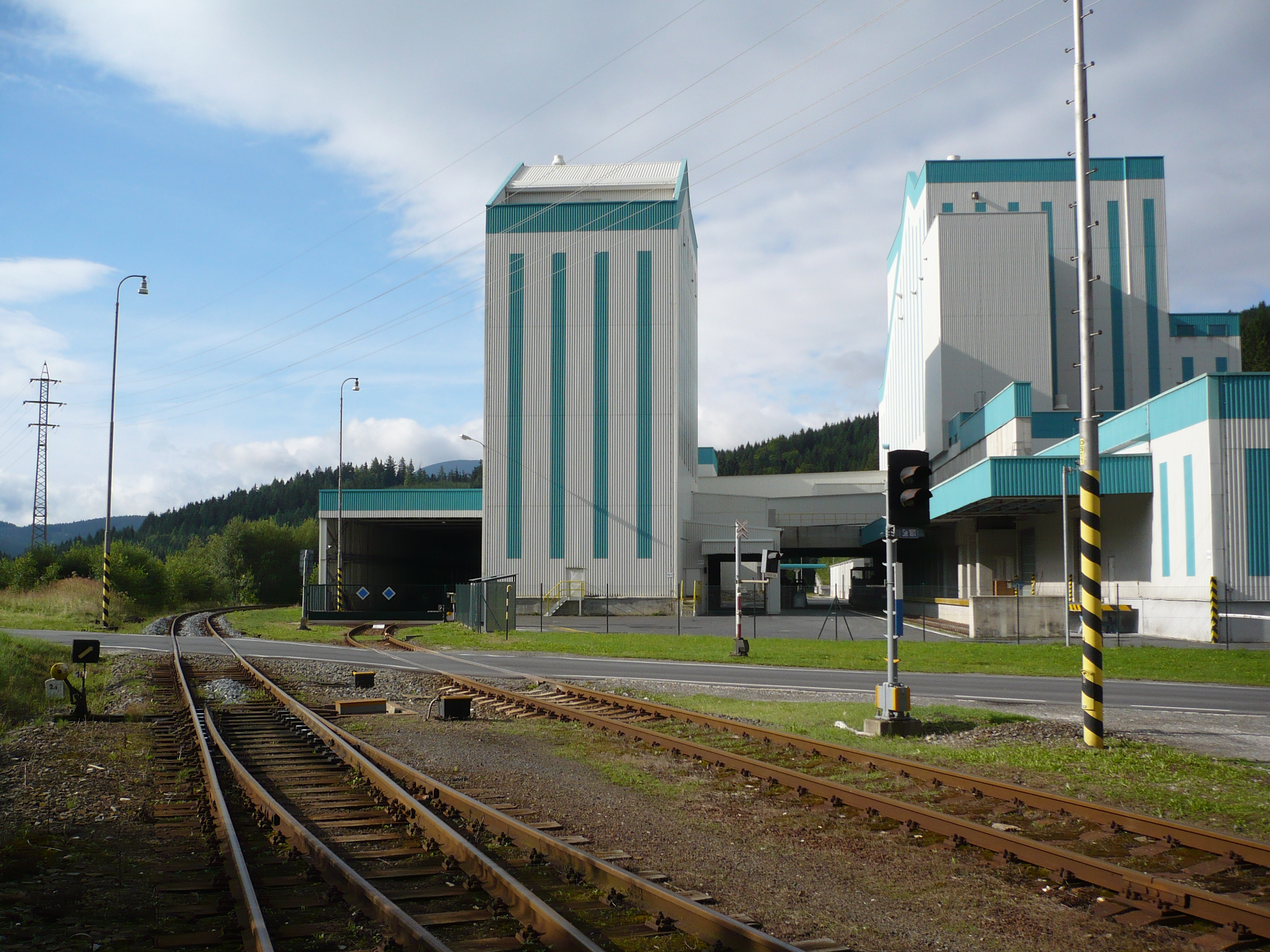
Подъездные пути к заводу OMYA в Чехии, примыкающие к станции Липова-Лазне Йескыне

Подъездной путь — типологическая разновидность железнодорожного пути необщего пользования, противопоставляемая железным дорогам общего пользования. В статистике железных дорог длина обоих типов магистралей показывается раздельно.
В некоторых странах протяжённость подъездных путей может быть сравнимой с длиной железных дорог общего пользования. Так, в 1986 году в СССР из 260,6 тыс. км эксплуатационной длины железнодорожных путей в народном хозяйстве подъездные пути составляли 113,9 тыс. км.
Подъездные пути прокладываются к промышленным предприятиям, к местам добычи сырья и к другим грузообразующим элементам хозяйственной инфраструктуры. В этом случае они, как правило, являются частными по форме собственности. Строительство подъездных путей к портам, а также к стратегическим объектам оборонного назначения финансирует государство, и в этом случае они находятся в государственной собственности.
Подъездной путь может примыкать как непосредственно к грузовым железнодорожным станциям, так и к основному ходу магистралей в местах специально устраиваемых для этого разъездов.

## История
Начало развитию подъездных путей в России было положено в 1870-е годы, когда владельцы промышленных предприятий стали обращаться в Министерство путей сообщения с просьбами соединить их предприятия с магистральными линиями, однако отсутствие нужных законов и денежных средств тормозило развитие подъездных путей; лишь в 1887 году было принято положение о подъездных путях к железным дорогам, в соответствии с которым заведование подъездными путями разделено между МПС и МВД.
В Российской империи из-за запоздалого развития железных дорог содержание понятия подъездного пути долгое время оставалось расплывчатым, а после принятия в 1887 году «Положения о подъездных путях» получило чрезмерно расширительное толкование, охватив не только конки и трамваи, не соединённые с государственной рельсовой сетью, но даже нерельсовые «шоссированные и мощёные подъездные пути».
Так, в документе от 1899 года «высочайше утверждённом» Николаем II, подъездным путём названа трамвайная линия, автономная не только относительно железных дорог, но даже маршрутов конки. Речь идёт о разрешении инженеру Верховскому «построить за свой счёт без всяких пособий от правительства и без права принудительного отчуждения земель электрический подъездной путь (трамвай) общего пользования в пределах Петербургской губернии и уезда от Ланского шоссе до д. Юкки с ветвью от Поклонной горы с. Спасского, общим протяжением около 17,4 версты».
По данным на 1974 год, в СССР насчитывалось более 23 тысяч мест примыкания подъездных путей к железным дорогам общего пользования, а погрузка примерно 80 процентов грузовых вагонов для движения по железным дорогам осуществлялась на подъездных путях.

## Особенности

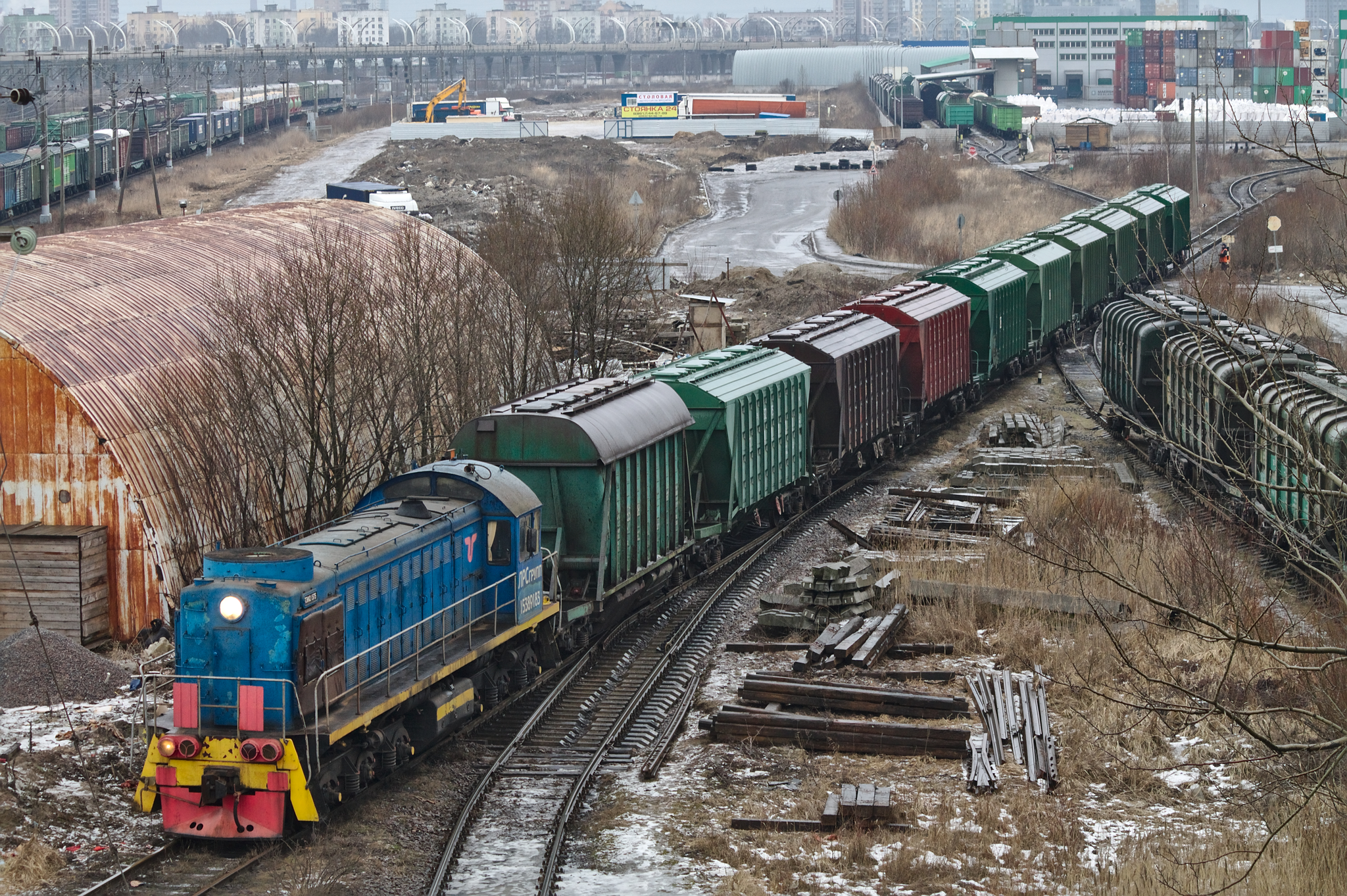
Маневровый тепловоз ТЭМ2 с вагонами на подъездном пути возле станции Предпортовая (видна слева) в Санкт-Петербурге

Подъездные пути одного предприятия обычно примыкают к одной станции примыкания, в исключительных случаях — к нескольким.
Подъездные пути сильно отличаются по длине, путевому развитию, характеру вывозной и маневровой работы.
Самый простой вариант — тупиковый путь без путевого развития от станции до предприятия. В таком случае подача вагонов идёт вагонами вперёд, вывоз — локомотивом вперёд. Подача идёт маневровым порядком. Со станции как правило выезд идёт по маневровому сигналу выходного или маневрового светофора (в некоторых случаях по приказу по радиосвязи). На станцию с подъездного пути попадают так же по сигналу маневрового светофора. Обслуживается такой тип подъездных путей обычно локомотивом «дороги», чаще всего маневровым тепловозом, работающим на станции примыкания. При выходе на главные пути станции или на перегон устанавливается сбрасывающая стрелка с подъездного пути или устанавливается колесосбрасыватель.
В более сложном случае возможно наличие нескольких путей на территории предприятия, для этого должны быть уложены стрелки.
На территории предприятия укладываются погрузочные, разгрузочные пути; в некоторых случаях могут быть устроены выставочные пути.
Если вся схема путевого развития на предприятии представляет несколько тупиков, то манёвры могут вестись следующим образом: тепловоз осаживает состав со станции на подъездной путь, заходит со всей группой вагонов на первый путь, оставляет часть вагонов, выходит в сторону станции и ставит вагоны на второй путь и так далее. Возможны и другие схемы, например постановка вагонов на один путь и уборка их с другого.
В зависимости от вагонооборота и длины подъездного пути принимается решение о наличии собственных локомотивов.
При большой длине подъездного пути необходимо движение поездов локомотивом вперёд всегда. Для этого на предприятии или до него устраивают промстанцию. Тут так же возможны всевозможные варианты.
В простейшем случае это двупутная станция перед территорией предприятия. Локомотив идёт в голове состава, приводя состав на промстанцию ставит его на первый путь, обгоняется в хвост состава по второму и осаживает вагоны на погрузочно-разгрузочные, выставочные пути. При большом вагонообороте промстанции могут быть и более крупные, 3-5 путные. Добавляются обычно выставочные пути.
В исключительных случаях, например, при крупных металлургических заводах обустраивают куда более внушительные по своим размерам станции, например сортировочные, которые могут насчитывать несколько десятков путей.
Обслуживание локомотивами
Возможны три схемы:

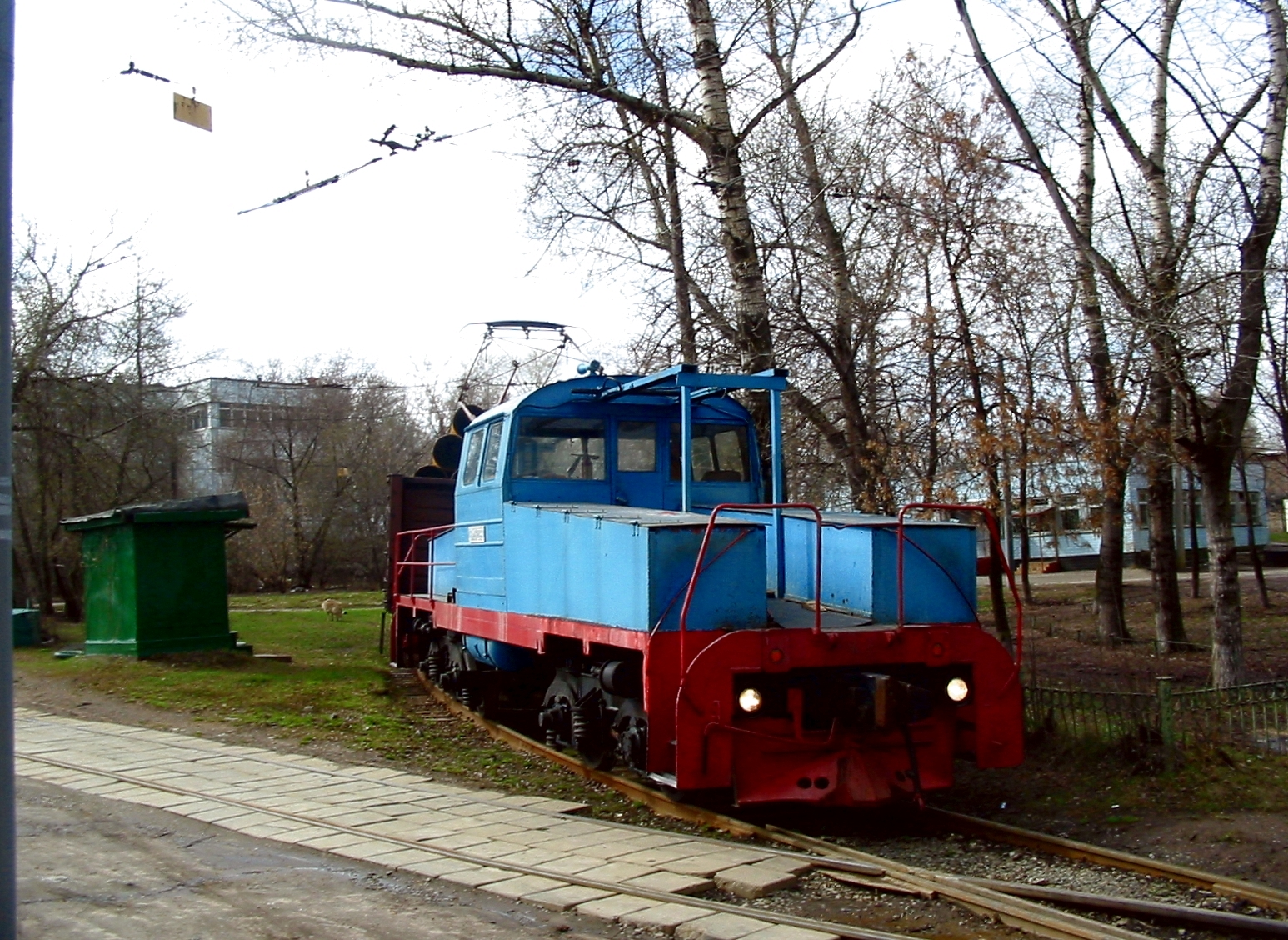
Маневровый электровоз ЭПМ3б на частично электрифицированном подъездном пути базы ГУП «Мосгортранс» возле станции Угрешская в Москве, примыкающем к трамвайной сети. Электровоз вывозит вагоны только со стороны трамвайной линии, со стороны железнодорожной станции их вывозят тепловозы РЖД

- подъездной путь обслуживается локомотивом «дороги» со станции примыкания;
- подъездной путь обслуживается локомотивом предприятия;
- подъездной путь обслуживается по смешанной схеме: со станции примыкания вагоны подают и убирают локомотивом «дороги», а манёвры по предприятию осуществляются локомотивом предприятия.

Возможна и более интересная схема: перед станцией примыкания сооружается передаточная станция или парк передаточной станции. В таком случае локомотив «дороги» доставляет и убирает вагоны со станции примыкания на передаточную станцию, а далее до предприятия везут состав локомотивы предприятия.
Порядок движения:
- маневровый — по сигналам маневрового светофора, приказам по радиосвязи;
- поездной.

На большинстве подъездных путей маневровый порядок движения. Маневровый светофор обычно ставят только при входе на станцию примыкания, совмещая его со сбрасывающей стрелкой для предотвращения ухода вагонов на пути станции или на подъездной путь.
В редких случаях обустраиваются маневровые светофоры и автоматические стрелки на подъездном пути.
Поездной порядок движения поездов устанавливается при скорости более 40 км/ч, при перевозки шлаковозных составов, при длине перегона более 3 км.
СЦБ и связь
Сигнализация на подъездных путях немного отличается от сигнализации на магистральных путях. Например, возможны двузначные входные светофоры, К+З. Существует несколько специальных сигналов, которых нет на магистрали. Так, например сигнал «два белых» — ускоренные манёвры.
В некоторых случаях на базе множества подъездных путей одной станции образуется специализированное предприятие — ППЖТ или ПТУ.

## Примеры подъездных путей
Ст. Новокузнецк — Хладокомбинат

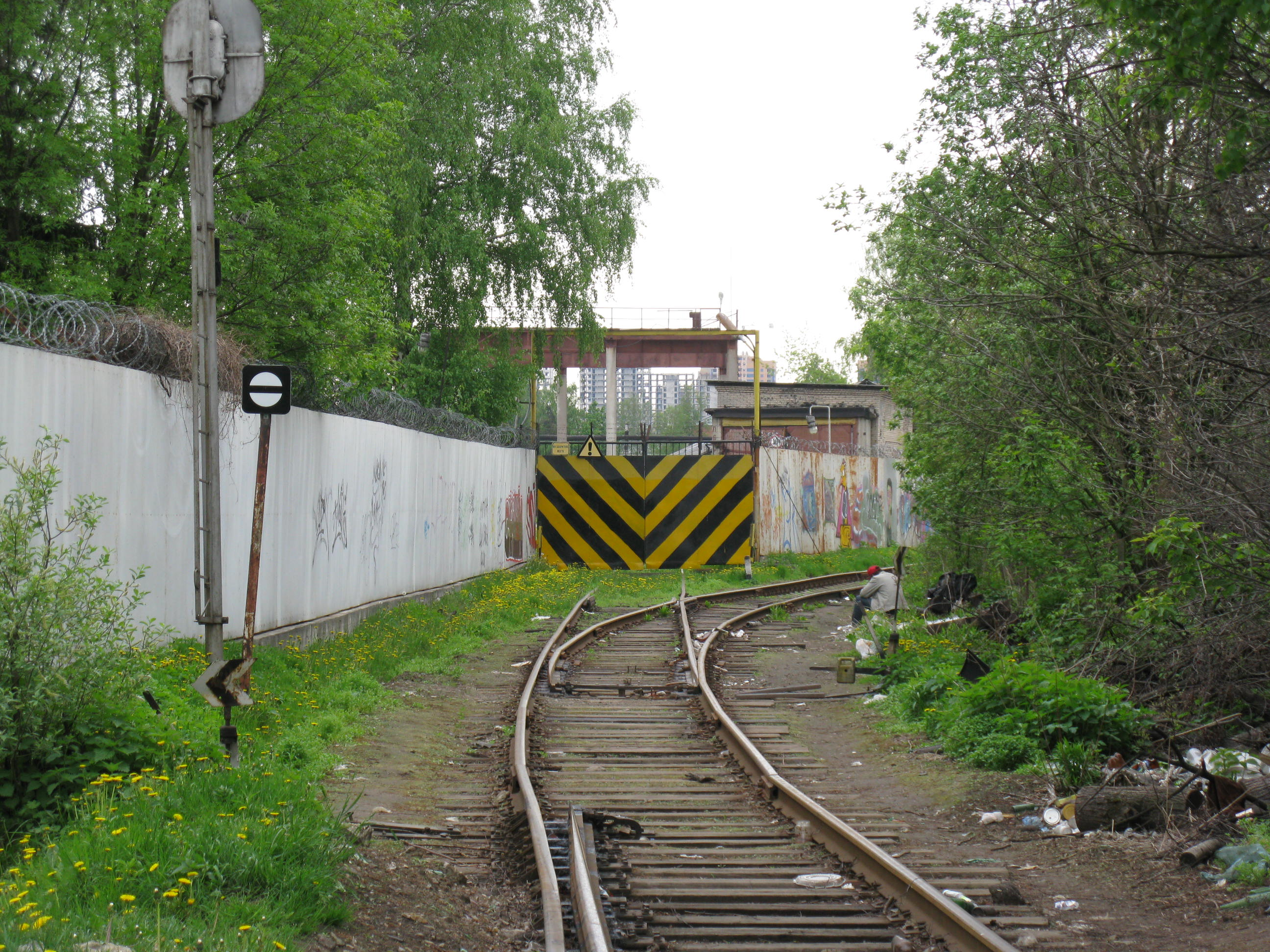
Подъездной путь к бывшей 46-й центральной базе материально-технического снабжения Министерства обороны в Реутове

Подъездной путь состоит на балансе РЖД, обслуживается локомотивами (маневровыми тепловозами) РЖД со станции примыкания ст. Новокузнецк. Выход на подъездной путь осуществляется после получения команды по радиосвязи, вход на станцию — по разрешающему показанию маневрового светофора М-51. Подъездной путь имеет следующую конфигурацию: из-за рельефа местности и застройки прямой заезд на предприятие не возможен, поэтому движение осуществляется с заездом в тупик и сменой направления. На предприятии имеются два пути, один на открытой площадке — для выгрузки угля для котельной, один — заходит в крытый склад, где происходит разгрузка и погрузка продукции хладокомбината. При выходе с территории установлена сбрасывающая стрелка.
Ст. Новокузнецк-сортировочный — ст. Димитрова — ст. Листвяги
Подъездной путь служит для вывоза угля с разреза Бунгурский-южный и находится на балансе Сибэнергоугля.
На станции Листвяги обустроена погрузка угля, депо, станция на шесть путей. Манёвры по ней и вывоз на ст. Димитрова производиться тепловозами подъездного пути, вывоз вагонов со ст. Димтрова на ст. Новокузнецк-сорт. идёт тепловозами РЖД. Самое интересное в том, что на участке Димтрова — Листвяги установлен поездной порядок движения, на участке Димтрова — Новокузнецк-сорт — маневровый.

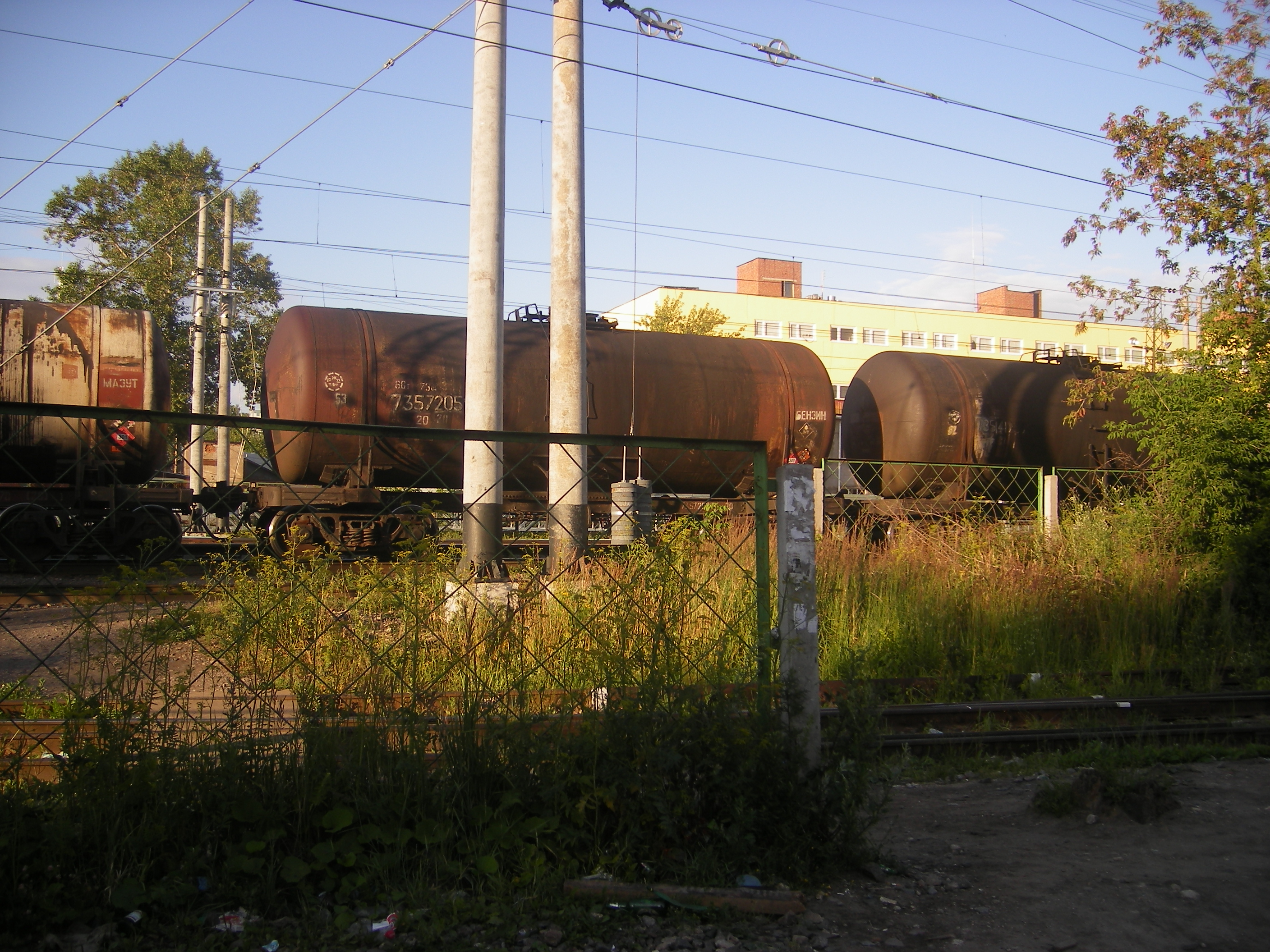
Подъездной путь «Солстек»